# Fawzia Zainal
Fawzia Abdulla Yusuf Zainal (1961) es una política, periodista y activista social bareiní. Es presidenta del Consejo de Representantesdesde el 12 de diciembre de 2018. Zainal es la primera mujer en dirigir el parlamento de Baréin, y la tercera mujer en presidir un parlamento en el mundo árabe después de Amal Al Qubaisi de los Emiratos Árabes Unidos en 2015 y en 2016 en Siria. Era la tercera vez que concurría a las elecciones para lograr un escaño den el Consejo de Representantes. La primera vez fue en 2006, la segunda vez fue en 2014 y no lo logró por menos de 300 votos. Durante más de 20 años trabajó en la Radio Televisión de Baréin que dirigió entre 2008 y 2009. 

## Biografía
Proviene de la familia Zainal. Su abuelo Yusef emigró con su hermano a Baréin en 2012. Se dedicaba a la importación de queroseno de Abadan a Baréin en barcos.
Zainal se graduó en educación y árabe de la Universidad de Baréin en 1983 y tiene un Diploma de Postgrado en Orientación y Consejería Familiar de la Universidad de Jordania . También un diploma superior del Instituto de Desarrollo Político de Baréin en 2007 y un diploma de la Universidad de Baréin en 2014.  
Fue directora en la Corporación de Radio y Televisión de Baréin TV durante veinticinco años ocupando varios puestos entre los que destacó la dirección de Baréin TV entre 2008 y 2009. Es socia y directora general de Infinity Multimedia Associates y miembro de la Sociedad de Mujeres Empresarias de Baréin. En 2009, fue consultora de planificación estratégica y desarrollo en el Ministerio de Cultura e Información de Baréin.
Zainal ha ocupado otros cargos, entre ellos ha sido miembro del Comité de Redacción de la Ley del Menor, miembro del equipo de tareas asignado al programa de "toma de decisiones", que desarrolla la estrategia nacional para los avances de las mujeres de Baréin, y miembro del comité ejecutivo que emana del comité de cooperación entre el Consejo Supremo de Mujeres y las asociaciones y comités de mujeres desde 2007.  
Zainal también es miembro del grupo de trabajo encargado del estudio de la situación de las mujeres árabes de la Organización de Mujeres Árabes en Egipto en 2014 y miembro del comité conjunto entre la Cámara de Representantes y la Asociación de Mujeres Empresarias de 2015 a 2016, y miembro del Comité de Capacitación, Educación y Recursos Humanos de la Cámara de Comercio e Industria de Baréin. Participó en la organización del primer festival familiar para la gente de la región en el Club Cultural y Deportivo Riffa. También participó en la preparación del centro de medios para personas con discapacidad, encargado por la Oficina de las Naciones Unidas en 2010.
Zainal fue Presidenta del Comité de Mujeres de la Sociedad Benéfica de Baréin en 2010 y Directora del Comité Cultural y Social en el East Riffa Club de 2006 a 2010, y es Miembro de la Junta y Presidenta del Comité de Medios y Relaciones Públicas de la Sociedad de Baréin para el Desarrollo Infantil y Presidenta de la Campaña Nacional para la Inclusión de Personas con Discapacidad 2010.

### Trayectoria política
Zainal se postuló por primera vez para el parlamento en 2006, a pesar de las amenazas contra las candidatas por el octavo distrito de la gobernación central. En la primera logró 2.598 votos, el 33,73 % para finalmente perder contra su oponente  Abd al-Latif al-Sheikh, candidato de la Sociedad Islámica Al-Minbar (la Hermandad Musulmana). Zainal dijo después de su derrota :
«No me arrepiento de mi derrota. Aprendí de esta experiencia. Es decepcionante que todavía se considere un tabú que las mujeres participen en las elecciones. Queremos que nuevos representantes trabajen por el bienestar de la gente .»
Mencionó que recibió un trato negativo, especialmente durante la campaña en el período previo a las elecciones:
«Los miembros de la comunidad distribuyeron cintas de video de líderes religiosos kuwaitíes que se oponían a la participación de las mujeres en las elecciones» Zainal explicó que sus carteles habían sido destrozados y su tienda había sido destrozada.
En 2014, decidió postularse para el parlamento en el Quinto Distrito de East Riffa. En la primera vuelta, obtuvo 2095 votos con una tasa de 28,86%, lo que requirió el establecimiento de una segunda vuelta, donde perdió frente a su competidor, Khalifa Al-Ghanem, al obtener 3.217 votos, 47,86%. Su plataforma de campaña prometió centrarse en mejorar las condiciones de vida de las mujeres, así como abordar el desempleo y combatir la corrupción.
En 2018, Volvió postularme para ser miembro de la Cámara de Representantes para la Quinta Circunscripción en la Gobernación del Sur nuevamente. A pesar de su candidatura como independiente, fue apoyada en secreto por la corte real y el Consejo Supremo de Mujeres .  En la primera ronda que se llevó a cabo el 24 de noviembre de 2018, obtuvo 4.570 votos, con una proporción del 53,47%.
Finalmente Zainal fue elegida en diciembre de 2018 junto con otras cinco mujeres, ganando su escaño directamente contra el titular, Khalifa al-Ghanim, quien la había derrotado por estrecho margen en 2014 en el quinto distrito de la Gobernación Sur de Baréin. Había criticado el anterior parlamento y prometió dar prioridad a las necesidades de los menos afortunados en su circunscripción.  Durante la campaña electoral en 2018, se destrozaron vallas publicitarias de Zanial y otros candidatos informaron haber recibido amenazas en línea. Zainal dijo: "Mi victoria ha roto la regla de dominación masculina de este distrito e indica que la gente de la zona ha alcanzado la convicción y la madurez que les hace no mirar el sexo del candidato, sino sus capacidades y capacidad para asumir responsabilidades".
“En 2006, cuando me postulé por primera vez, las elecciones estuvieron repletas de sociedades políticas y el sexo fue un tema principal de discusión entre los votantes. Con el tiempo, eso se convirtió en un problema menor a medida que la conciencia de los votantes sobre la política y la sociedad creció y maduró, pudieron ver más allá del sexo de un candidato como un factor, viendo sobre todo lo que podían aportar ".
En las elecciones de 2018 las mujeres de Baréin finalmente rompieron el techo de cristal y seis diputadas de Baréin lograron escaños, asumiendo el 15 % de los escaños del Consejo de Representantes. Junto a Zainal accedieron a la cámara Sawsan Kamal, Zainab Abdul Amir, Massoma Abdul Raheem, Kaltham Al Hayki y Fatima Al Qatari. A diferencia de otros países de la zona, en Baréin no se ha establecido cuotas para las mujeres.
El 12 de diciembre de 2018, Zainal fue elegida presidenta del Consejo de Representantes por una abrumadora mayoría después de obtener 25 votos de un total de cuarenta representantes electos del Consejo, mientras que su rival Adel Al-Asoumi obtuvo 13 votos e Issa Al-Kooheji obtuvo dos votos, convirtiéndose en la primera mujer en ocupar este cargo en la historia moderna de Baréin. Designada por el rey Hamad bin Isa Al Khalifa . Dijo: "La elección de la primera mujer presidenta del Consejo de Representantes representa un gran avance y una fuente de orgullo para el Reino de Baréin, que no ha escatimado esfuerzos para empoderar a las mujeres".

## Vida personal
Zainal es musulmana sunita . 